# Народний музей Хліба (Білопілля)
Народний музей Хліба у селі Білопілля Козятинського району — музей під відкритим небом, присвячений способам випікання хліба в Україні. Розташований в селі Білопілля на Вінниччині. Представлений у вигляді двору, на території якого розташовані вітряк, будинок і сарай пекаря, а також землеробська техніка та тягове знаряддя.

## Історія
Починалася історія музею у 1986 році з ініціативи вчительки історії Анастасії Бойко. Тоді місцева влада підтримала її ідею реконструювати старий 15-метровий вітряк в центрі села, який ще в 1910 році побудував шанований білопільцями майстер Ф. Белошкап.  Був у селі вітряк, побудований корінним жителем села Федором Андрійовичем Білошкапом. Сам він був безземельним. Залишившись рано сиротою з двома молодшими сестрами, він заробляв собі і сестрам на життя. На особисті грошові заощадження Ф. А. Білошкап купує у місцевого пана клаптик землі і будує вітряк. За ініціативи першого секретаря райкому компартії Геннадія Олексійовича Дубенкова Рішенням райвиконкому та Ради народних депутатів була прийнята постанова виділити кошти з місцевого бюджету на реставрацію вітряка та побудову музею Хліба в с. Білопілля. Для виконання цього рішення була створена ініціативна група до складу якої входили: Г. О. Дубенков — секретар райкому компартії та вчителька місцевої школи Анастасія Лукінічна Бойко, яка і стала першим директором музейного комплексу під відкритим небом — народного Музею Хліба.
На території музейного комплексу знаходиться «вітряк» — архітектурний пам'ятник XVIII ст. На першому і другому ярусах вітряка розташована експозиція, що демонструє матеріали по історії хлібопечення з найдавніших часів і унікальні зразки хліба. Знаряддя праці розмістили в господарській прибудові. А в хаті-мазанці представлена сільська побутова культура XVIII-XIX століть, яка показана у вигляді традиційних елементів інтер’єру (грубка, червоний кут, лави і інше). В експозиції представлені: блокадний хліб Ленінграду; хліб 1932-33 років; хліб, що випечений для космонавтів. Він має незвичний вигляд — у целофановому пакеті десять буханців по 4-5 грамів кожен. Такий хліб зберігається свіжим протягом шести місяців.
Екскурсійними об'єктами музею поряд з вітряком стали: добудовані клуня і хата.
В експозиції клуні представлені знаряддя праці хлібороба, вони детально розповідають про життя і побут східних селян. Тут багато можна дізнатися знаряддя праці хліборобства, землеробства давніх часів, побачити домашній реманент селянина-хлібороба. Наступний експозиційний об'єкт: українська хата. Музейна хатина відтворює селянський побут ХVШ-ХІХ століття, традиційними елементи її інтер'єру є: вариста піч, красний кут, жердина для одягу, стіл, лави, ліжко, колиска для дитини, мисник. У музеї нараховується понад 500 різноманітних експонатів старовини.
Спочатку музеєм опікувалось місцеве сільськогосподарське підприємство, а з 1996 року Білопільський музей Хліба знаходиться на державному утриманні. Завідувачкою музейного комплексу з 2001 по 2013 роки була Ніна Петрівна Климова, з 2013 по 2016 роки Анастасія Гуменюк, а з 2016 року Сергій Станіславович Рибачук. У музеї нараховується понад 1100 різноманітних експонатів старовини.
У 2006 році музей здобув статус Народного музею.
На території музейного комплексу «Народний музей Хліба» проводяться районні заходи — це конкурс-виставка дідухів, обрядових хлібів, виставки майстрів-умільців народних промислів, українських світлиць та День незалежності України. В таких заходах беруть участь всі заклади культури територіальних громад Козятинського району. Свята супроводжуються українськими піснями, танцями та народними жартами.
Із 1986 року стало традицією щороку проводити на базі Музею районне свято Урожаю. А із 2009 року районний театралізований конкурс – виставку «Дідух - національний символ родоводу» .
За останній час в музеї проведена реконструкція «Вітряка» Територію, яка складає 0,6 га обнесено парканом за програмою «Крок до фестивального зеленого туризму». Облаштовані додаткові зони відпочинку. До уваги гостей стало більше фотозон українського етнічного стилю. Вся територія музею обставлена роботами з дерева столяром-червонодеревцем майстром художнього різьблення Олексієм Білошкапом. Онуком засновника вітряка Федора Білошкапа.